# Ligeti Antal
Ligeti Antal, névváltozat: Ligehty (Nagykároly, 1823. január 10. – Budapest, 1890. január 5.) magyar festőművész,  az idealisztikus irányú tájképfestészet egyik kiváló képviselője.

## Életpályája
Szülei a kereskedői pályára szánták, de a művészet szeretete olyan erős volt benne, hogy lemondott a biztos életpálya minden kényelméről és 1845-ben Itáliába utazott itthon szerzett tanulmányait folytatni és tökéletesíteni. Leutazott egész Nápolyig, hosszabb időt töltvén különösen Firenzében, ahol id. Markó Károly nagy befolyással volt ízlésének fejlesztésére. Markó hatása meg is látszott minden munkáján, mert Ligeti is azok közé a művészek közé tartozott, akik idealizálva, úgyszólván vasárnapi díszben szerették ábrázolni a természetet. Ligeti 1848-ban tért vissza hazájába, ahol mindaddig arcképfestéssel volt kénytelen foglalkozni, míg Károlyi István gróf fölismerte szép tehetségét, pártfogása alá vette és a fóti kastélyban gond nélküli életet biztosított neki. Ugyancsak a Károlyi gróf költségén 1855-ben hosszabb utazást tett Keleten: bejárta Egyiptomot, Palesztinát, Libanont, Damaszkuszt, Ciprust, Rodust, a görög szigeteket, Maltát, Sziciliát és végül negyedfélévi vándorlás után a legszebb vázlatok gazdag gyűjteményével tért vissza Fótra, pártfogójához.
Képeit, melyek a vázlatok után készültek, nagy tetszéssel fogadta a magyar közönség és Ligeti csakhamar olyan kedvező körülmények közé jutott, hogy lakását 1861-ben minden habozás nélkül áttehette Pestre, s teljes odaadással élhetett művészetének. Egész sorát festette meg a keleti nap mindent bearanyozó fényében ragyogó tájképeknek és ezt a modort alkalmazta - kevesebb szerencsével - azokon a festményein is, melyeket egyes magyar vidékekről készített. Nevezetesebb tájképei: Taormina, Girgenti, a Cédrus-erdő, Sharai puszta, Bethlehem, Nazareth, Régi sírok a Libanon hegyén, Mar-Saba kolostor a Kidron völgyében, Budapest, Visegrád, a Fertő tava, Dévény vára. Ligetit a Nemzeti Múzeumban 1868-ban a képtár őrévé nevezték ki. Hátrahagyott kész képeit, vázlatait és tanulmányait a Képzőművészeti Társulat állította ki és ebben a kiállításban különös érdeklődést keltettek a festési modorával ellenkező naturalisztikus felfogásról tanuskodó kézi rajzok. Főleg romantikus  hangvételű tájképei híresek. Ezeken gyakran keleti utazásai elevenednek meg. Támogatta a fiatal Munkácsy Mihály és Mészöly Géza fejlődését. Fő művei részben a Magyar Tudományos Akadémia főépületében, részben a Magyar Nemzeti Galériában láthatók. Mellszobrát Zala György szobrászművész készítette el. Sírjára, mely a Fiumei úti sírkertben található, Donáth Gyula mintázott emléket. Felesége Zsolnay Laura volt.

## Műveiből
- Libanon és Antilibanon. (1855–1860) Olaj, vászon, 32,2 x 65 cm. Püspöki gyűjtemény, Vác
- Görög templom. (Év n.) Olaj, vászon, 42 x 72 cm. Magántulajdon
- Visegrád. (1860) Olaj, vászon, 28 x 42 cm. Magántulajdon, Budapest
- Oázis a sivatagban. (1862) Olaj, vászon, 127 x 187,5 cm. Magyar Nemzeti Galéria, Budapest
- Olasz táj. (1873) Olaj, vászon, 73 x 130 cm. Magántulajdon
- Mártonhegyi út. (1876) Olaj, vászon, 58,5 x 94 cm. Magyar Nemzeti Galéria, Budapest
- Fiume látképe. (1882) Olaj, vászon, 65 x 95 cm. Magyar Külkereskedelmi Bank, Budapest
- Visegrád látképe a Salamon-toronnyal. (1882) Olaj, vászon, 26 x 37 cm. Magántulajdon
- Romantikus táj vízparton, alakokkal. (1886) Olaj, vászon, 96 x 144 cm. Magántulajdon
- Öreg fatörzs. (Év n.) Olaj, papír, 25 x 40 cm. Déri Múzeum, Debrecen

## Források

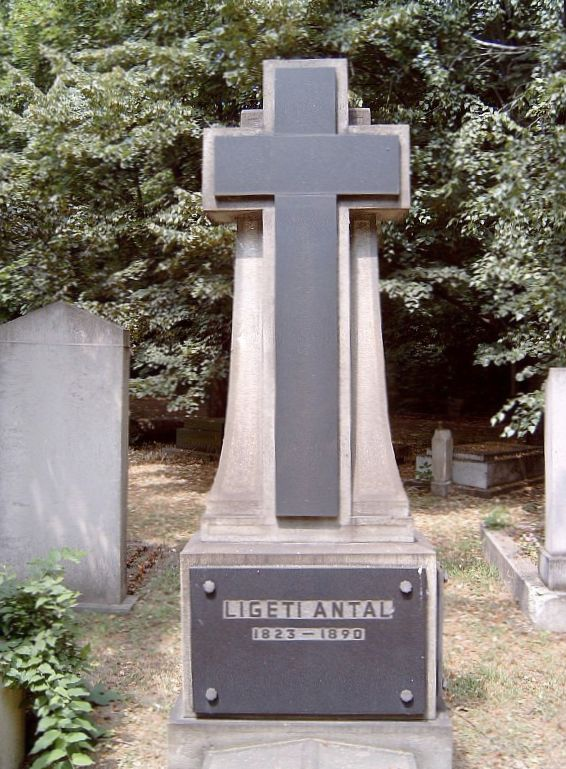
Ligeti Antal sírja Budapesten. Kerepesi temető: 34/2-1-41 Donáth Gyula alkotása

### Galéria

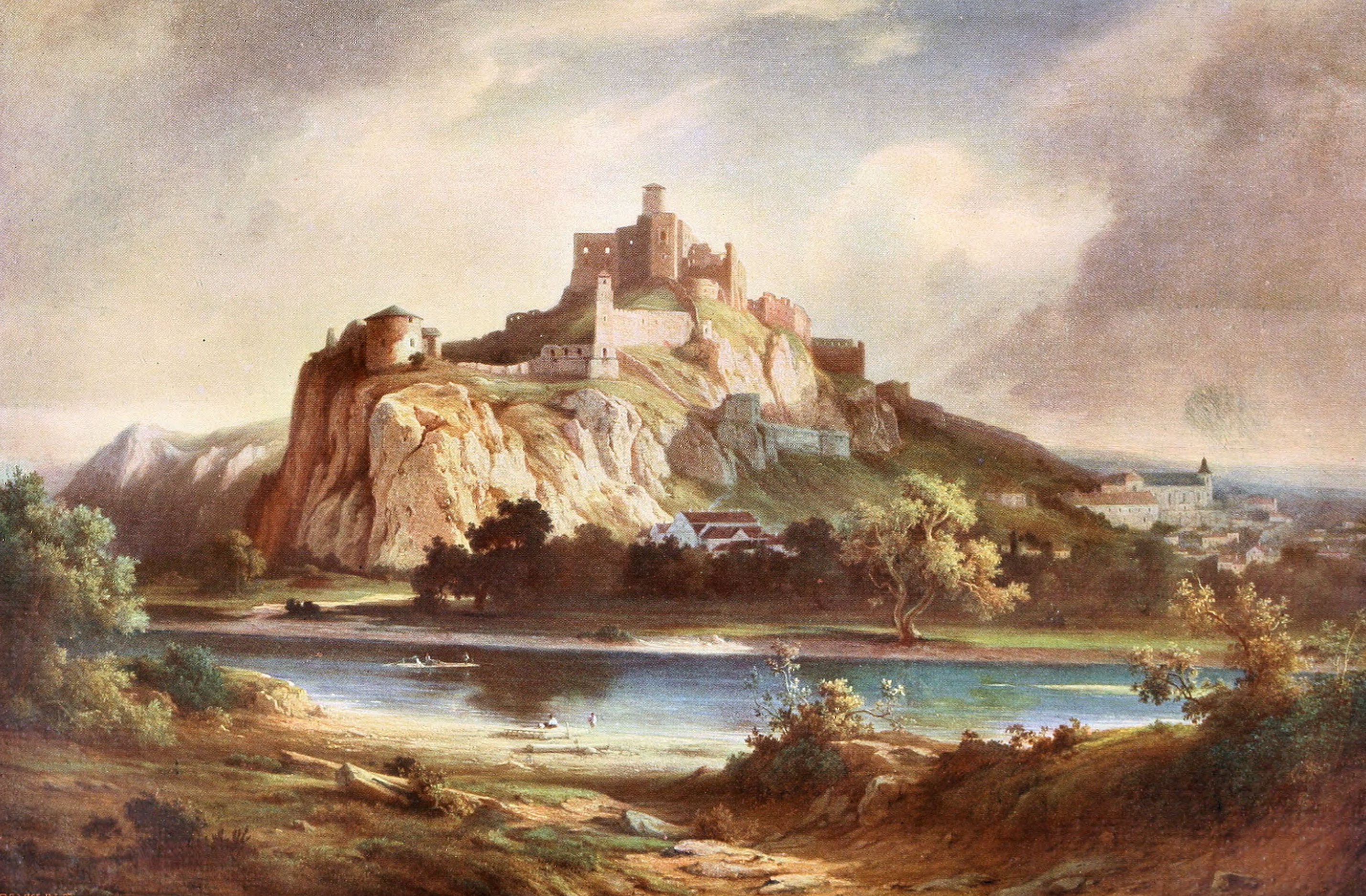
Trencsén vára
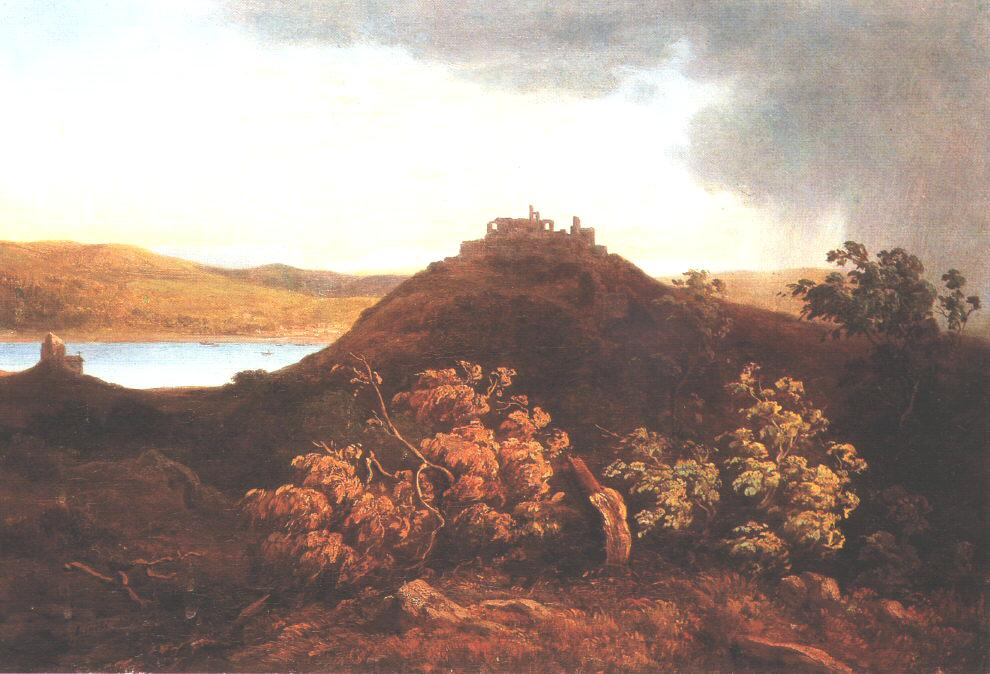
Visegrád (1860)
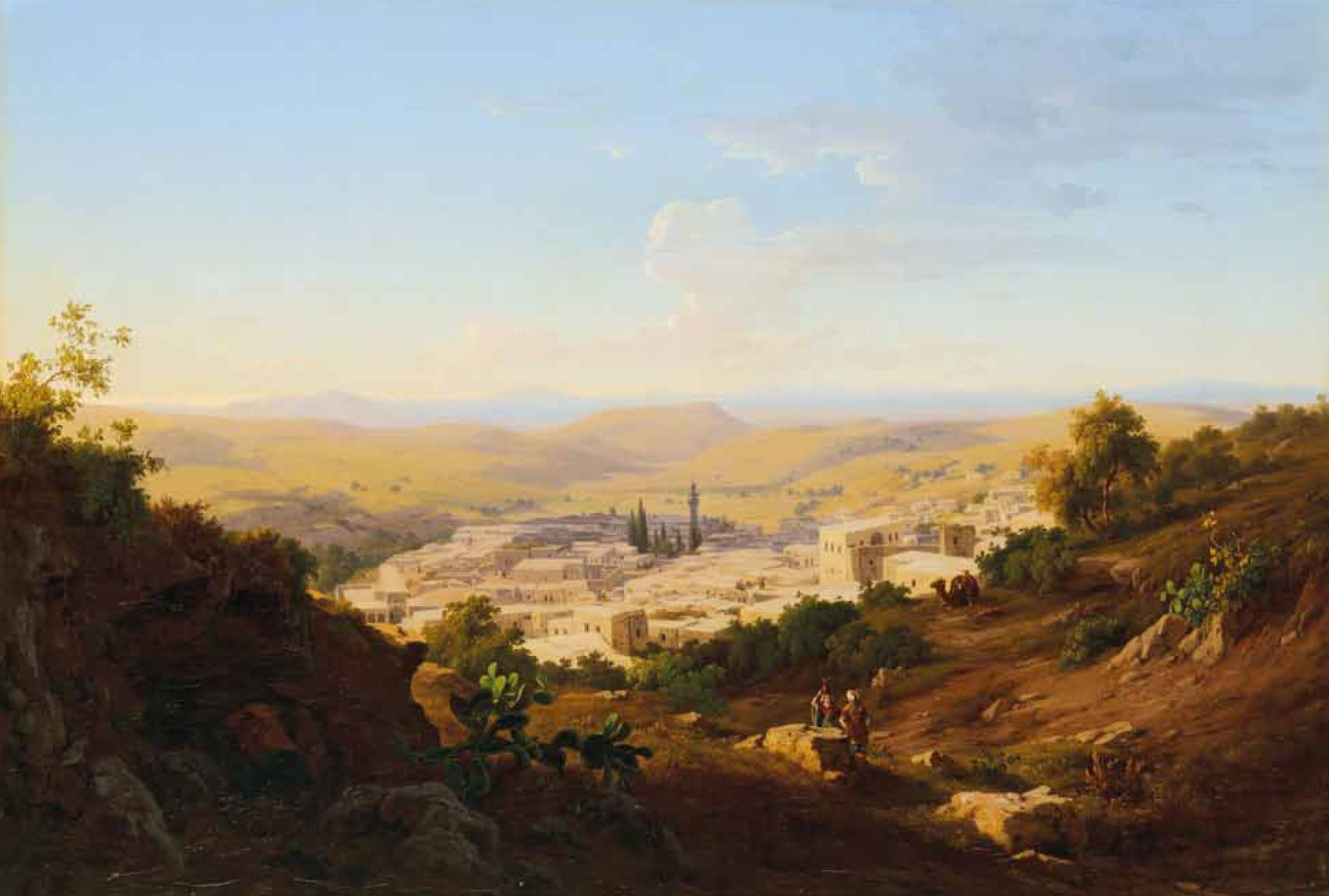
Názáret (1862)
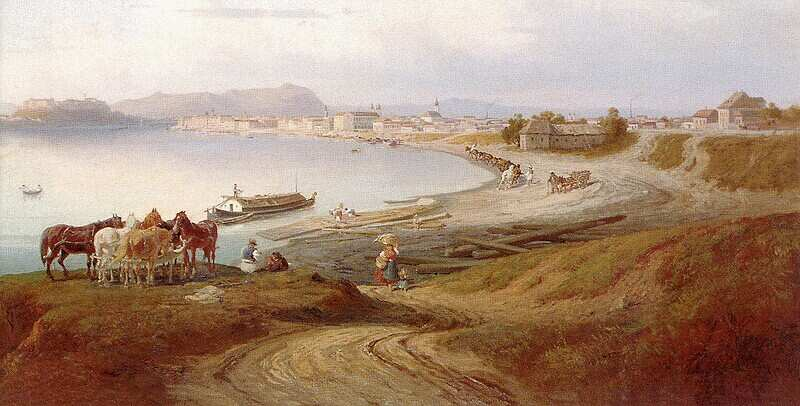
Buda és Pest látképe a Ferencváros felől (1866)
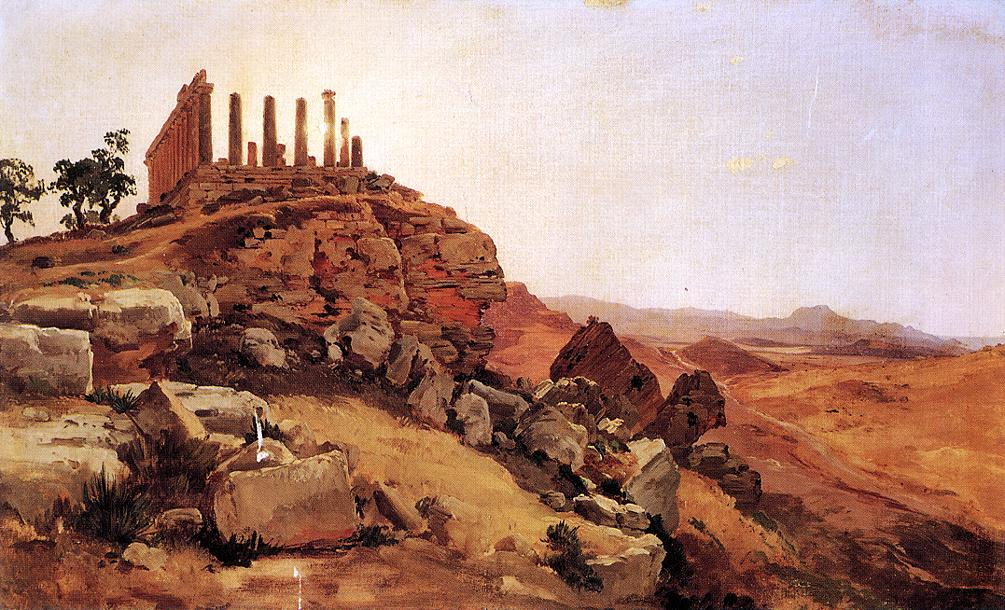
Görög templom
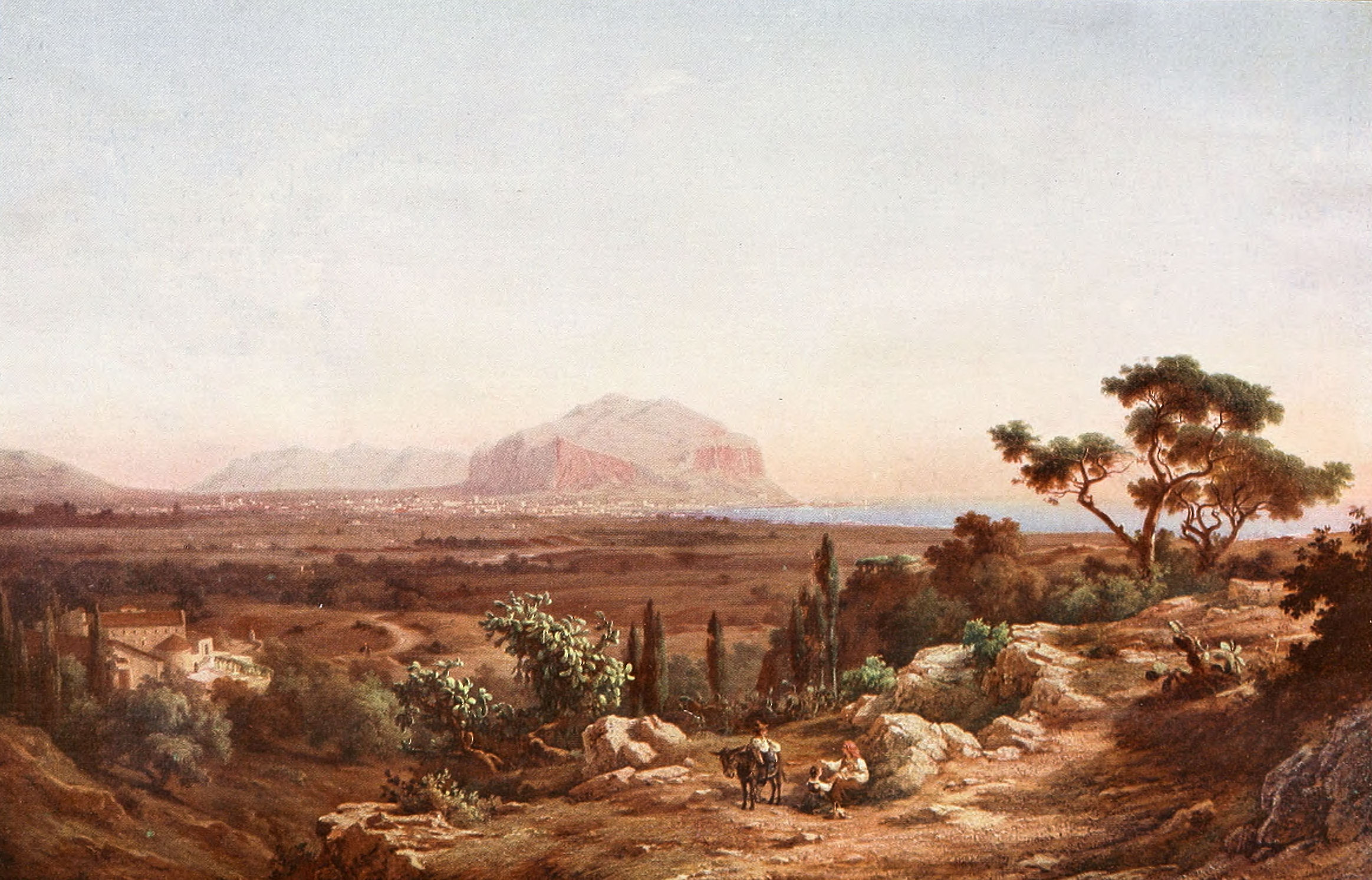
Palermo
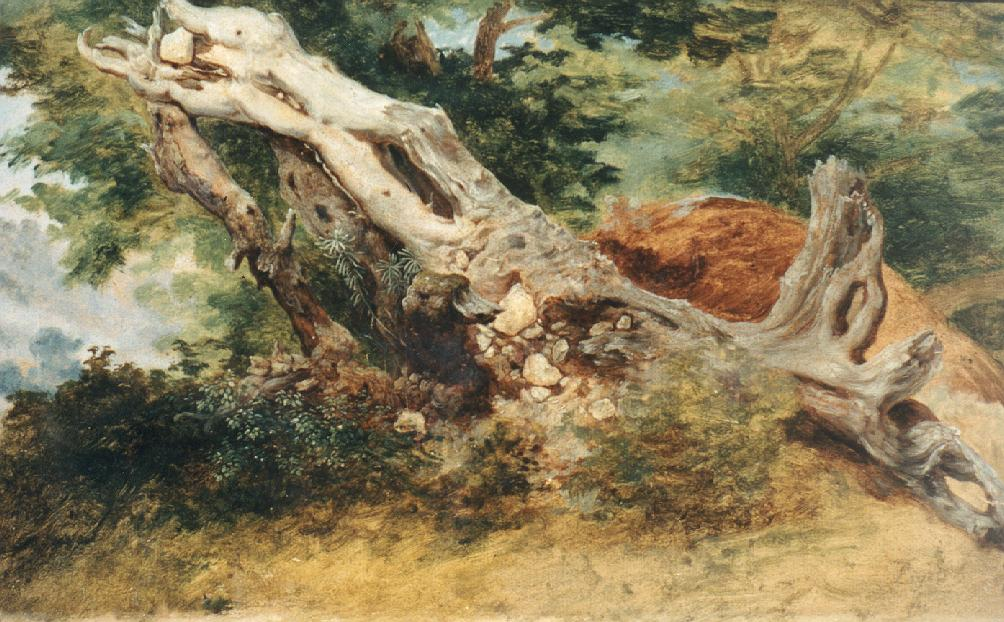
Öreg fatörzs
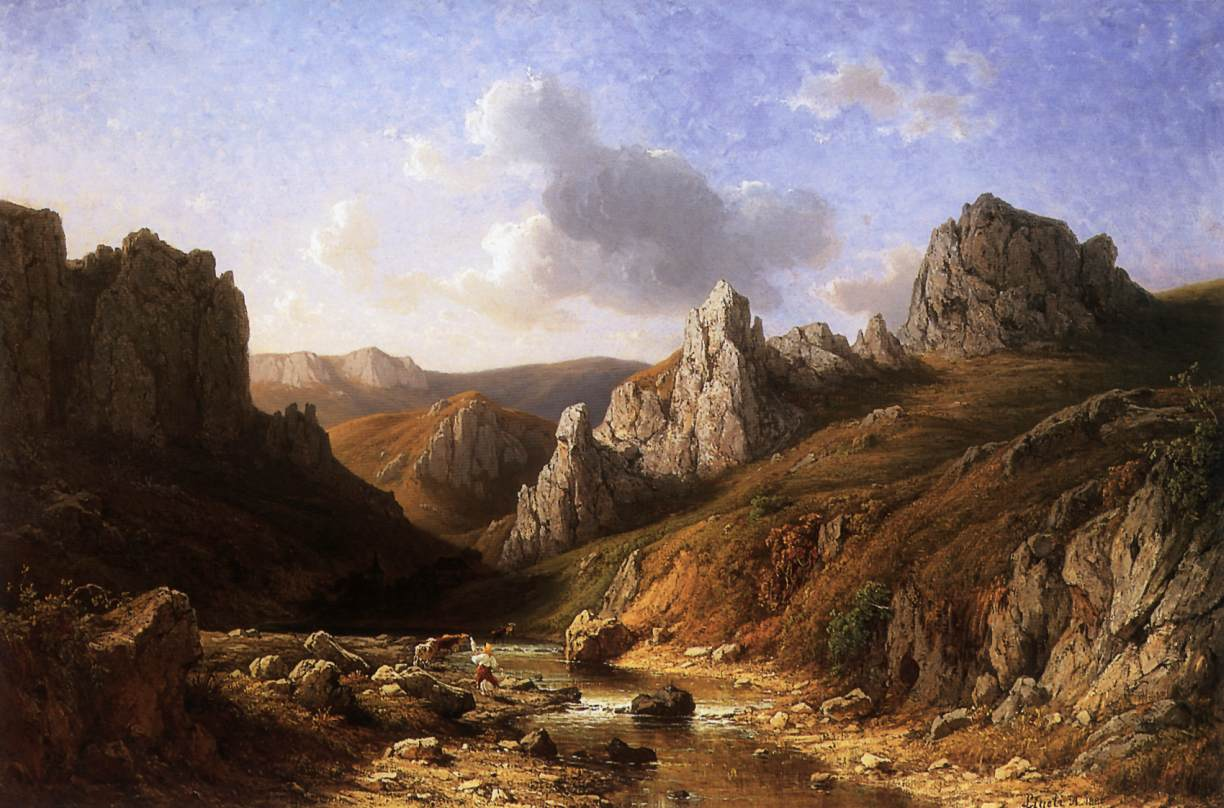
Romantikus táj vízparton, alakokkal (1886)
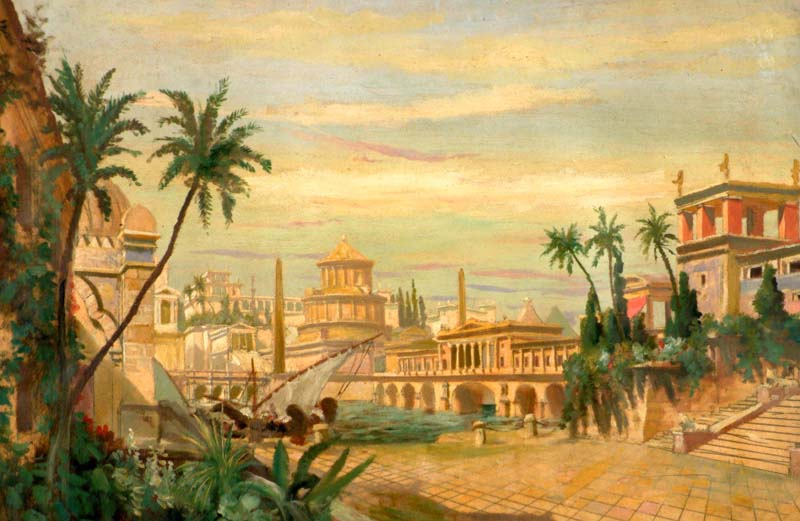
Tengerparti város (1866)